# Fusibilité
La fusibilité d'un corps est sa capacité à passer de l'état solide à l'état liquide sous l'action de la chaleur, soit sa capacité à se liquéfier (fusion).
Les matériaux tels que les soudures, faits d’alliage, requièrent un point de fusion faible. Si la chaleur est appliquée au point de contact, la soudure va fondre avant le matériau utilisé : la fusibilité est élevée.
Les matériaux réfractaires utilisés dans les fours ont leur point de fusion à très haute température : leur fusibilité est faible.